# Lac Bernier (rivière Suzie)
Pour les articles homonymes, voir Bernier.
Le lac Bernier est un plan d'eau douce traversé par la rivière Suzie, situé dans la partie supérieure de la rivière Mégiscane, à l’Ouest du réservoir Gouin, dans le territoire de la ville de Senneterre (ville), dans la municipalité régionale de comté (MRC) de La Vallée-de-l'Or, dans la région administrative de la Abitibi-Témiscamingue, dans la province de Québec, au Canada. Ce lac s’étend entièrement dans le canton de Bernier, entièrement en milieu forestier.

## Géographie
Les principaux bassins versants voisins du lac Bernier sont :
- côté nord : lac Pascagama, rivière Mégiscane, rivière Berthelot , rivière Pascagama ;
- côté est : rivière Mégiscane, lac de la Tête, lac Saveney, baie Hanotaux, lac du Mâle Gouin ;
- côté sud : rivière Suzie, rivière Mégiscane, lac Brécourt ;
- côté ouest : lac Pascagama, rivière Mégiscane, rivière Kekek, rivière Serpent.

D’une longueur totale de 5,1 km, le lac Bernier est fait sur la longueur, orienté vers le Nord-Est. Le lac Bernier est traversé sur 4,2 km vers le Nord-Est par le cours naturel de la rivière Suzie. Ce lac comporte deux îles respectivement d’une longueur de 0,7 km et de 0,5 km.
L’embouchure du « lac Bernier » est localisée au Nord-Ouest du lac et correspond aussi à l’embouchure de la rivière Suzie, soit à :
- 2,3 km à l’Ouest de la démarcation entre les régions administratives de la Mauricie et de l’Abitibi-Témiscamingue ;
- 11,8 km au Nord-Est du barrage de la Suzie ;
- 6,8 km au Nord-Ouest du barrage de la Mégiscane lequel est érigé à l’embouchure du lac du Poète ;
- 3,1 km au Sud-Est de l’embouchure de la rivière Berthelot ;
- 7,0 km au Sud-Est du lac Pascagama ;
- 9,1 km à l’Ouest de la baie Adolphe-Poisson ;
- 48,4 km au Sud-Ouest du centre du village de Wemotaci (rive Nord de la rivière Saint-Maurice) ;
- 118 km au Nord-Est de l’embouchure de la rivière Mégiscane (confluence avec le lac Parent et la rivière Bell)[1].

À partir de l’embouchure du lac Bernier, le courant coule sur 187,3 km en empruntant la rivière Mégiscane, laquelle traverse successivement notamment le lac Pascagama, le lac Ouiscatis, le lac Canusio, le lac Mégiscane, le lac Berthelot, le lac Girouard, le lac Faillon, jusqu’au lac Parent. De là, le courant emprunte la rivière Bell et la rivière Nottaway, jusqu’à la baie James.

## Toponymie
Le lac est connu en atikamekw sous le nom de Matciskan, qui signifie « [lac] aux mauvais os ».
Le toponyme « Lac Bernier » a été officialisé le 5 décembre 1968.